# Rudolf Meurer
Rudolph Johann Theodor (Rudolf) Meurer (Maastricht, 7 maart 1866 – Amsterdam, 8 juni 1950) was een Nederlands roeier, arts en gynaecoloog. Hij was ereburger van Amsterdam. Zijn bijnaam was De Pruus.
Met roeivereniging Nereus won hij tussen 1891 en 1894 viermaal de Varsity. In 1892 was hij coach van skiffeur Janus Ooms, die als eerste buitenlander de Diamond Sculls won. Met de Nereus 8 won Meurer de Thames Cup van 1895 en de Europese Titel in 1924.
Hij was een begrip in de roeiwereld (verbonden aan Nereus, eerste bestuurslid van Minerva), promotor van de Bosbaan, oprichter van het Amsterdams Medisch Sportkeuringsbureau en eerste voorzitter van de Koninklijke Nederlandsche Roeibond. Hij was vanaf 1898 hoofd van de Rijkskweekschool voor Vroedvrouwen. In Amsterdam Geuzenveld werd een straat naar hem vernoemd, de Dokter Meurerlaan. De Hogeschool van Amsterdam (HVA) vernoemde een gebouw naar hem: het dr. Meurerhuis aan de gelijknamige laan in Amsterdam Nieuw-West. 

## Publicaties
- De vrouw en het moederschap. Amsterdam: H.J.W. Becht, 1923.
- Over de betekenis van den bloeddruk tijdens de zwangerschap
- Over Thrombose en embolie bij zwangeren en kraamvrouwen
- Over het vroeg opstaan van kraamvrouwen
- Gezondheid en sport

- Biografisch Portaal: 30145658
- International Standard Name Identifier: 0000 0003 8861 6952
- Nederlandse Thesaurus van Auteursnamen: 068040407
- Virtual International Authority File: 281853898
- WorldCat: E39PBJdGPgHXyGckF4MqbdvGpP